# هاميش مكينتوش
هاميش مكينتوش (بالإنجليزية: Hamish McIntosh)‏ هو لاعب كرة قدم أسترالية أسترالي، ولد في 4 سبتمبر 1984 في Lavington, New South Wales ‏ في أستراليا.

## وصلات خارجية
- هاميش مكينتوش على موقع AustralianFootball.com (الإنجليزية)
- هاميش مكينتوش على موقع AFLtables.com (الإنجليزية)